# Bermudy na Letnich Igrzyskach Olimpijskich 2004
Bermudy na Letnich Igrzyskach Olimpijskich 2004 reprezentowało 10 zawodników (pięć kobiet i pięciu mężczyzn) w 6 dyscyplinach. Był to piętnasty występ reprezentacji Bermudów na letnich igrzyskach olimpijskich.

## Skład reprezentacji

### Pływanie
Kobiety
- Kiera Aitken
  - 100 m stylem grzbietowym - 31. miejsce

### Żeglarstwo
Kobiety
- Paula Lewin, Peta Lewin i Christine Patton
  - Klasa Yngling - 15. miejsce

Mężczyźni
- Peter Bromby i Lee White
  - Klasa Star - 8. miejsce

### Triathlon
Mężczyźni
- Tyler Butterfield
  - 35. miejsce

### Jeździectwo
Mężczyźni
- Tim Collins
  - WKKW - nie został sklasyfikowany

### Skoki do wody
Kobiety
- Katura Horton-Perinchief
  - Trampolina - 30. miejsce

### Lekkoatletyka
Mężczyźni
- Xavier James
  - 100 metrów - 6. miejsce